# Virginia Lee Burton
Virginia Lee Burton (30 août 1909 - 15 octobre 1968), également connue sous le nom Virginia Demetrios, est une illustratrice américaine et auteure de livres pour enfants. Elle a écrit et illustré sept livres pour enfants, dont The Little House (en) (1943), qui a remporté la médaille Caldecott. Elle est également l'illustratrice de six livres d'autres auteurs.
Virginia Lee Burton a également fondé le collectif textile Folly Cove Designers (en) à Cap Ann, dans le Massachusetts.

## Biographie

### Petite enfance et éducation
Virginia Burton est née à Newton Centre, dans le Massachusetts. Sa mère, Lena Yates, est une poétesse lyrique et une artiste anglaise, qui a publié des livres pour enfants sous le pseudonyme Lena Dalkeith. Plus tard, elle utilise le pseudonyme Jeanne D'Orge. 
Le père de Virginia Burton est Alfred E. Burton. Il était veuf et avait deux fils d'une précédente union. De 30 ans son cadet, il épouse Lena Yates, veuve elle aussi, en 1906 après leur rencontre lors d'une excursion à pied en France. Le père de Burton a été notamment le premier doyen des affaires étudiantes du Massachusetts Institute of Technology (1902-1921).
Virginia a une sœur aînée, Christine Burton, et son frère cadet, Alexander Ross Burton, en plus des deux premiers fils de leur père, Harold Hitz Burton (avocat, homme politique et juge à la Cour suprême) et Felix Arnold Burton (architecte),. Elle raconte dans ses livres les jeux, les chants, les danses et les représentations théâtrales de leur enfance. 
Alors âgée de 8 ans, sa famille s'installe à San Diego, en Californie, car les hivers de la Nouvelle-Angleterre complique la santé de sa mère. Un an plus tard, la famille s’installe à 800 km au nord de Carmel-by-the-Sea, qui est alors une petite communauté artistique. Burton et sa sœur ont pris des cours de danse et d’art, se produisant dans des salles locales. Leurs parents divorcent en 1925 et son père rentre à Boston.
Après avoir fréquenté des écoles locales, Burton remporte une bourse d’État à la California School of Fine Arts de San Francisco, où elle étudie l’art et la danse; vivant à Alameda, elle profite du trajet « pour [s]'entraîner à faire des croquis rapides à partir de la vie et de la mémoire de [s]es compagnons passagers ».

### Retour sur la côte est
En 1928, après une année à l’école d’art, Burton s’installe à Boston, où vit son père, ce qui la rapproche de sa sœur (danseuse à New York) et qui avait invité Virginia à la rejoindre. Leur père se casse une jambe et Burton reste à Boston pour l'aider. Elle trouve un travail comme dessinatrice pour le journal Boston Evening Transcript (en) (aujourd'hui disparu). Pendant deux ans et demi, elle travaille comme critique d'art dramatique et de musique. Représentant des acteurs et d’autres artistes, elle signe ses dessins VleeB.
À l’automne 1930, Burton s'inscrit à un cours de dessin hebdomadaire, dispensé par le sculpteur et artiste George Demetrios à la Boston Museum School. Au printemps 1931, les deux artistes se marient. Pendant un an, le couple vit à Lincoln, où naît leur premier fils, Aristides (appelé Ari), puis déménage dans le quartier Folly Cove de Gloucester. Leur deuxième fils, Michael, naît à Groton, le jour de l'anniversaire de Burton, en 1935.

Burton déclare que son premier livre publié, Choo Choo (1935), à propos d'un moteur de train anthropomorphique, reflète la stratégie qu'elle avait apprise à la suite des réactions suscitées par son premier livre, non publié : 

« Mon premier livre, Jonnifer Lint, parlait de grains de poussière. Mes amis et moi avons pensé que c'était très intelligent, mais treize éditeurs ont été en désaccord avec nous et, lorsque j'ai finalement récupéré le manuscrit et que je l'ai lu à Aris, il est allé dormir avant même de pouvoir le terminer. Cela m'a appris une leçon et à partir de ce moment-là, j'ai travaillé avec et pour mon public, mes propres enfants. Je leur racontais l'histoire encore et encore, observant leur réaction en m'adaptant à leur intérêt ou à leur manque d'intérêt... de même pour les dessins. Les enfants sont des critiques très francs »

 Elle est connue pour sa conception complète du travail : design, illustration, typographie, etc. Elle fait d'abord des dessins ou croquis préliminaires, puis elle écrit l'histoire telle qu'elle lui vient en images. Dans ses archives figurent « de nombreux croquis préparatoires », des retouches d’illustrations dont elle n'était pas satisfaite et ses exigences concernant une reproduction de qualité de l’œuvre, ce qui peut illustrer son souci du détail. Ses livres étaient connus pour leurs thèmes : « l'importance du travail en groupe, la sensibilisation à l'environnement, la persévérance et l'adaptation au changement [et] l'importance du passé ».
En 1941, Burton fonde et conçoit partiellement le collectif textile Folly Cove Designers (en) à Cap Ann. Ses œuvres sont incluses dans les expositions d’art et d’artisanat des années 1940 et 1950. Ce collectif reflète le mouvement Arts and Crafts du XIXe siècle, « à la fois par son union du design et de la production et par sa formation en communauté coopérative. Les motifs en blocs de linoléum destinés aux articles ménagers [sont] novateurs et uniques, apportant une certaine notoriété au groupe. »  Le groupe a vendu une partie de leur production textile à des détaillants importants tels que Lord & Taylor, F. Schumacher, Rich's of Atlanta et Skinner Silks.
Le collectif Folly Cove Designers réalise 16 expositions de musée et certaines œuvres font partie des collections du musée des beaux-arts de Boston, du musée Peabody Essex à Salem et du Metropolitan Museum of Art de New York.
Burton meurt le 15 octobre 1968 d'un cancer du poumon.
Les archives de l'autrice sont conservées par la collection de recherche sur la littérature pour enfants de la Free Library of Philadelphia, l'Université de l'Oregon et l'Université du Minnesota.

### Descendance
Son fils aîné, Aristides Burton Demetrios (en), est un sculpteur d'œuvres figuratives et abstraites, et alterne entre importantes commandes publiques et commandes de pièces privées destinées aux jardins. Le second, Michael Burton Demetrios, est un homme d’affaires qui dirige Marine World Africa (en) aux États-Unis. Depuis 1998, il préside Intra-Asia, une société américaine qui compte deux parcs d’attractions en Chine.

## Prix
- Médaille Caldecott 1943 : The Little House[14]

### En tant qu'auteure
Houghton Mifflin a publié les sept livres que Burton a écrits et illustrés:
- Choo Choo (1937) ;  (ISBN 0-395-47942-8)
- Mike Mulligan et sa pelle à vapeur (1939)   (ISBN 0-590-75803-9)
- Calico le cheval merveilleux, ou la saga de Stewy Stinker (1941), réédité 1997  (ISBN 039585735X)
- La petite maison (1942)  (ISBN 0-395-18156-9) - Gagnant de la médaille Caldecott
- Katy et la grosse neige (1943)  (ISBN 0-395-95991-8)
- Maybelle le téléphérique (1952), 1997  (ISBN 0-618-16440-5)
- Histoire de vie (1962), 1989  (ISBN 978-0395520178)

### En tant qu'illustratrice
- Sad-Faced Boy, d'Arna Bontemps (1937)  (ISBN 0-395-06643-3)
- Fast Sooner Hound (1942) de Arna Bontemps et Jack Conroy, 1975  (ISBN 0-395-18657-9)
- Don Coyote, de Leigh Peck (1942)
- The Song of Robin Hood (1947), récits compilés par Anne Malcolmson, adaptés pour les partitions par Grace Castagnetta  (ISBN 0-618-07186-5)
- Les habits neufs de l'empereur (1949) de Hans Christian Andersen, 1973  (ISBN 0-618-34420-9)
- La Casita de Burton et Maria Elena Herrera, 1994  (ISBN 970-629-050-8)

## Dans la culture populaire
- Association historique de Cape Ann, Folly Cove Designers : une rétrospective, présentée du 27 juin au 7 septembre 1982[3]
- Un court métrage d'animation de Mike Mulligan et His Steam Shovel a été produit par Michael Sporn, narré par le comédien Robert Klein et diffusé pour la première fois par HBO en 1990.
- Christine Lundberg et Rawn Fulton ont réalisé un film documentaire intitulé Virginia Lee Burton: un sentiment d’endroit (2007), Red Dory Productions (Gloucester, Massachusetts) en partenariat avec Searchlight Films (Bernardston, Massachusetts)[3].
- Sinikka Nogelo a réalisé un film documentaire, Folly Cove Designers, produit par WNEC (Gloucester)[3].
- Walt Disney Pictures a publié un dessin animé de The Little House en 1952, réalisé par Wilfred Jackson et narré par le comédien Sterling Holloway[15].
- Robert J. Bradshaw, Suite no 3, Katy et la grande neige , a été commandé en 2009 par le Cape Ann Symphony, qui l'a créé pour la première fois cette année-là[16].
- La communauté de Lanesville, Gloucester travaille à la reconstruction de la petite maison de l'auteure. La fin des travaux était prévue pour l'automne 2018.
- Une adaptation animée de Choo Choo : L'histoire d'un petit moteur qui s'est évanoui a été diffusée dans Bedtime Stories de Shelley Duvall et a été racontée par la chanteuse country Bonnie Raitt.
- Virginia Lee Burton: A Sense of Place (2007) est un documentaire réalisé par Christine Lundberg[11],[12].